# Ankole-Watusi marha

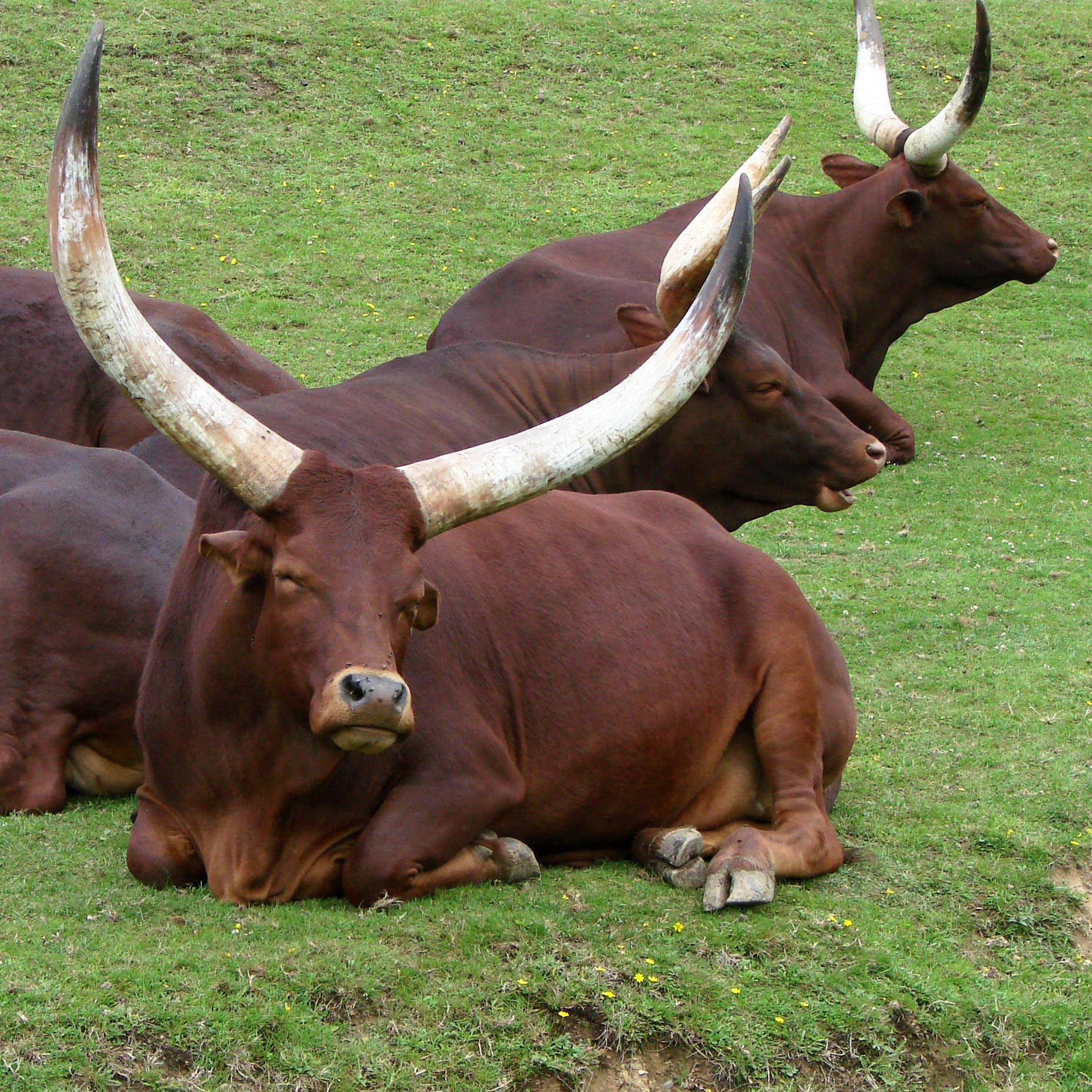
Ankole-Watusi marhák egy franciaországi állatkertben

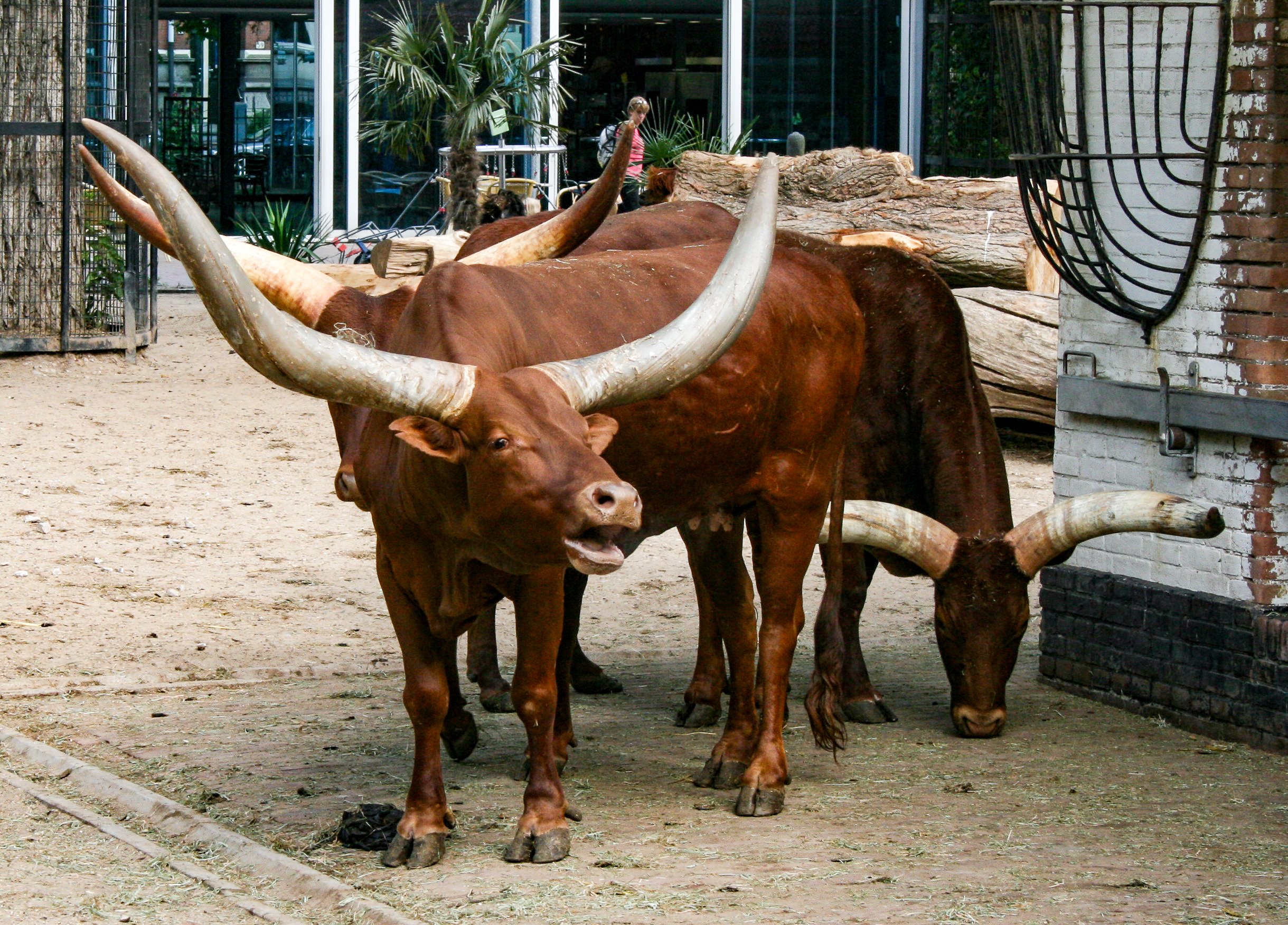
Az amszterdami állatkertben

Az Ankole-Watusi marha egy modern amerikai Ankole-zebu, amely az afrikai Sanga marha egyik fajtájából lett kialakítva. Legfőbb jellemzője az igen nagy méretű tülök.

## Története
Az Ankole-Watusi marha története a 20. század elején kezdődik, amikor Afrikából Németországba szállítottak néhány Ankole-zebut az állatkertek számára. Később Németországból elkerültek más európai állatkertekbe is. Az Amerikai Egyesült Államokba az 1960-as években kerültek. Az első példányokat New York államban helyezték el, ahol aztán Kanadából származó bikákkal keresztezték, így jött létre a mai szarvasmarhafajta, az Ankole-Watusi marha. 1983-ban pedig létrejött e tehenet megőrző és védő Nemzetközi Ankole-Watusi marha Anyakönyvezés (Ankole Watusi International Registry). Ebből kiindulva 1989-ben létrehozták a fajtastandardot. A 2016-os adatok szerint világszinten 1500 egyed létezett, ezek 80%-a az USA-ban.

## Megjelenése
Ez a szarvasmarha sokféle színben található, azonban a vöröses barna a legelterjedtebb. Az Ankole-Watusi marha középméretű szarvasmarha, testtömege általában 430-550 kilogramm, de a bikák akár 540-730 kilogrammosak is lehetnek. Az újszülött borjú testtömege 14-23 kilogramm, és néhány hónapig kis méretű marad. Az Ankole-Watusi marha legfőbb jellemzője a hatalmas szarva. A szarvak hegye között akár 2,4 méter távolság is lehet. A Guinness Rekordok Könyve szerint ennek a marhafajtának van a legnagyobb szarvkerülete. A CT Woodie nevű bika szarvkerülete (valószínűleg a tövénél) 103,5 centiméter (2004. szeptember 20.), a Lurch nevű ököré pedig 95,25 centiméter (2003. május 6.). Az ökör 2010. május 22-én elpusztult.

## Életmódja
Tápláléka füvek és levelek. Hatalmas szarvait őshazájában védekezésre használta.

## Képek

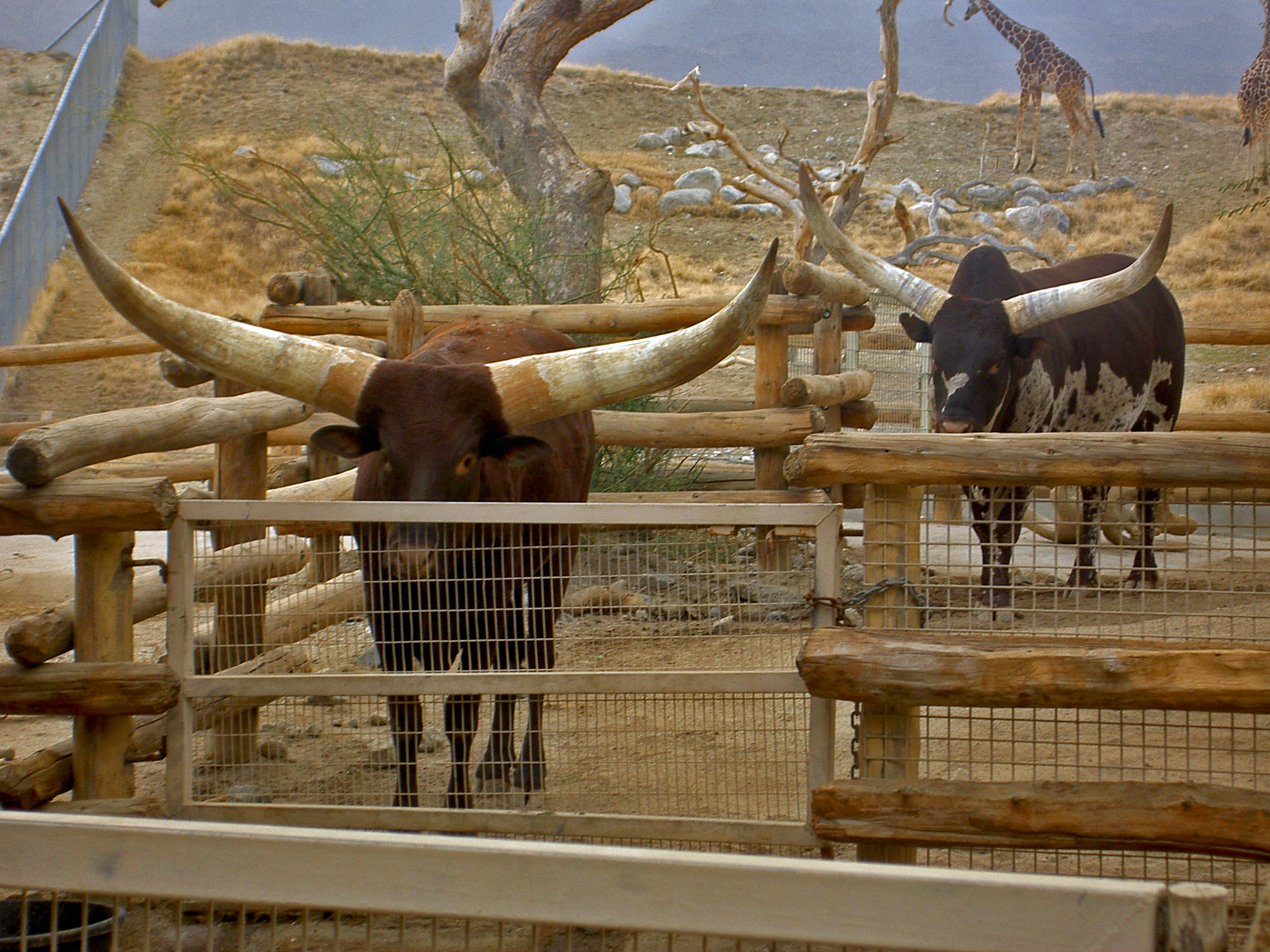
Bika és borjú egy farmon
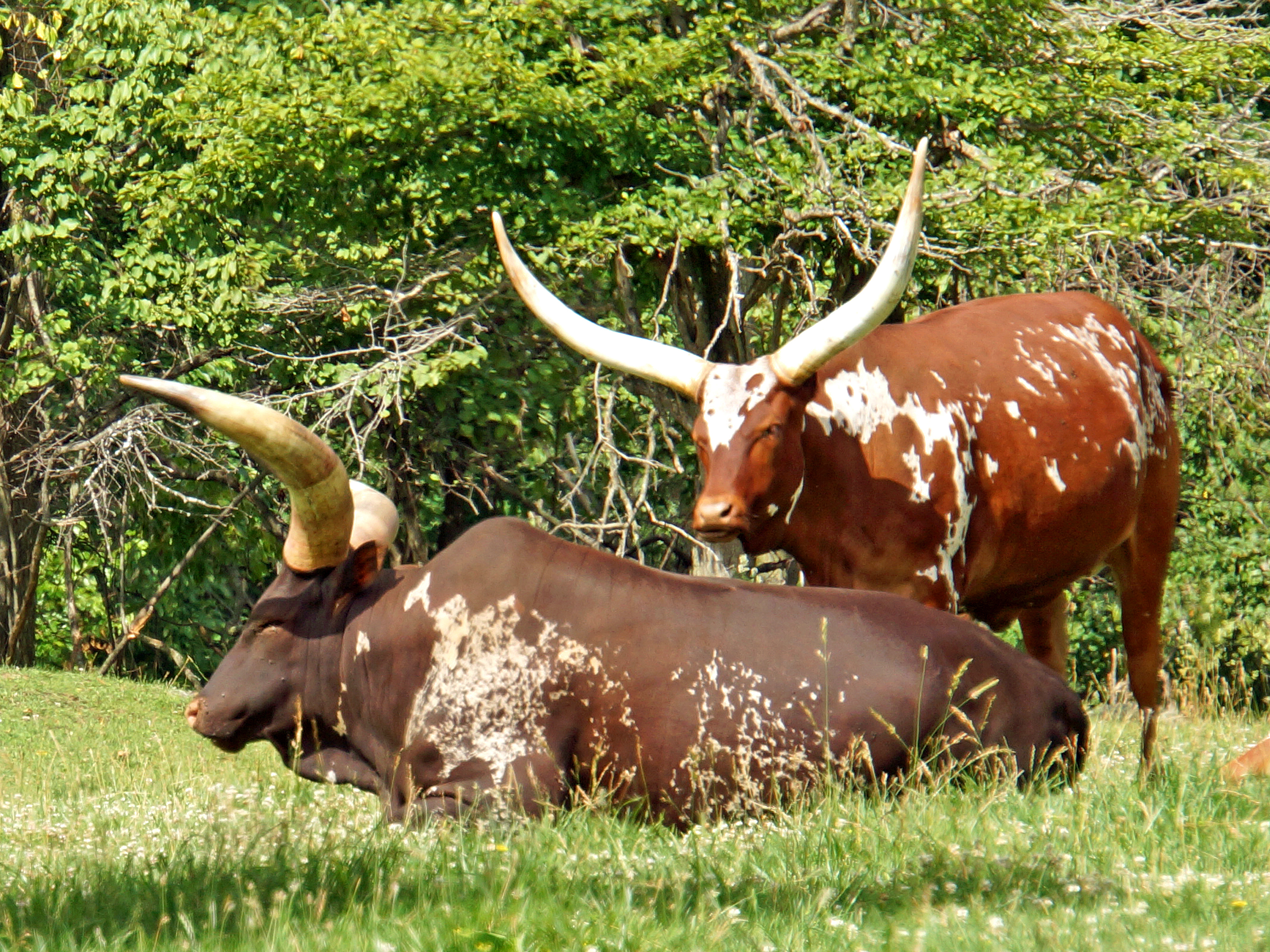
Állatkertben

## Fordítás
- Ez a szócikk részben vagy egészben  az   Ankole-Watusi című angol Wikipédia-szócikk ezen változatának fordításán alapul.  Az eredeti cikk szerkesztőit annak laptörténete sorolja fel. Ez a jelzés csupán a megfogalmazás eredetét és a szerzői jogokat jelzi, nem szolgál a cikkben szereplő információk forrásmegjelöléseként.